# Vidro

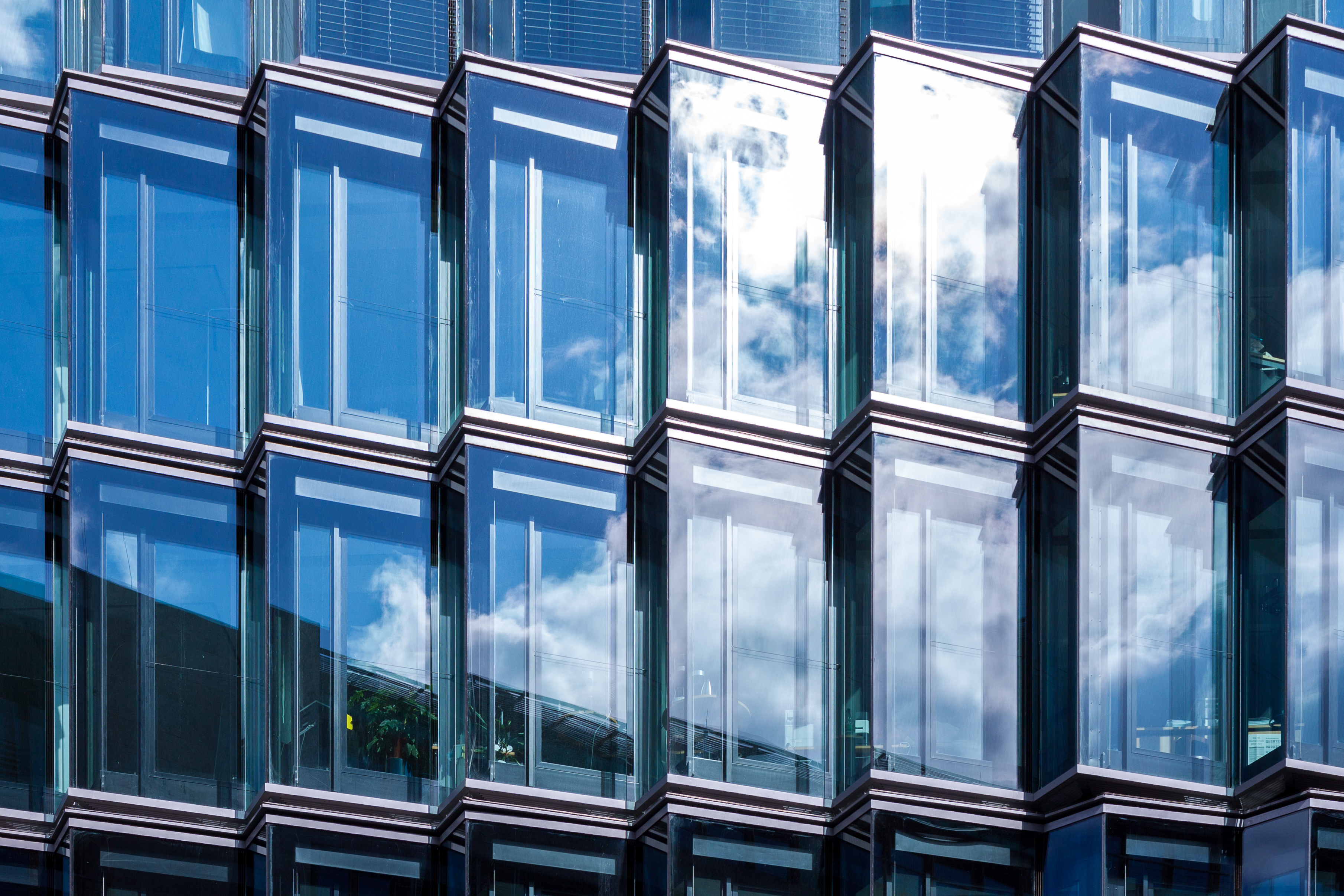
Fachada de um prédio com janelas de vidro

Em ciência dos materiais, o vidro é uma substância sólido amorfa, que apresenta temperatura de transição vítrea. No dia a dia o termo se refere a um material cerâmico transparente geralmente obtido com o resfriamento de uma massa líquida à base de sílica.
Em sua forma pura, o vidro é um óxido metálico transparente, de elevada dureza, essencialmente inerte e biologicamente inativo, que pode ser fabricado com superfícies muito lisas e impermeáveis. Estas propriedades desejáveis conduzem a um grande número de aplicações. No entanto, o vidro geralmente é frágil, quebra-se com facilidade.
O vidro comum se obtém por fusão em torno de 1 250 ° Celsius de dióxido de silício, (SiO2), carbonato de sódio (Na2CO3) e carbonato de cálcio (CaCO3).

## Estrutura microscópica

A estrutura amorfa de sílica vítrea (SiO2) em duas dimensões. Não existe ordem de longo alcance, porém a ordem de curto alcance respeita o arranjo tetraédrico do oxigênio (O) ao redor do silício (Si)

Microscopicamente, um cristal único possui átomos em uma disposição periódica quase perfeita; um policristal é composto por muitos cristais microscópicos; e um sólido amorfo, como o vidro, não tem disposição periódica mesmo em escala microscópica.

A definição padrão de vidro (ou sólido vítreo) é um sólido formado por uma rápida têmpera. Porém, o termo vidro é utilizado de uma forma mais ampla, caracterizando qualquer material de estrutura cristalina amorfa e que possua um estado de temperatura de transição vítrea.
O vídro é um sólido amorfo. Mesmo que em escala atômica a estrutura do vidro compartilhe características da estrutura de um líquido resfriado, ele apresenta todas as propriedades mecânicas de um sólido. Como em outros sólidos amorfos, a estrutura cristalina de um material vítreo não apresenta estrutura cristalina de longa ordem que normalmente é observada em sólidos cristalinos. Devido à restrições de ligações químicas, vidros possuem uma alta quantidade de estrutura cristalina de curta ordem.

## Sólido versus líquido
Existem controvérsias quanto aos mecanismos de caracterização do vidro na transição do estado líquido para o sólido.
Em meados da década de 1980 R.C. Plumb propôs que os vidros de antigas catedrais eram mais grossos na base, pois teriam escoado com o tempo. Essa ideia perdura até os dias de hoje, muito embora já tenha sido provada matematicamente falsa.
Edgar D. Zanotto em 1998 publicou artigo na revista American Association of Physics, com um cálculo a partir da seguinte equação:
τ = η / G
em que τ é o tempo de relaxação, η é viscosidade (Pa·s) e G o Módulo de cisalhamento (Pa). Em 1999, foi publicada uma revisão do cálculo tomando como base o valor de viscosidade de equilíbrio do vidro na temperatura ambiente.
O novo resultado foi de 10²³ anos, ou seja, mais de 2 nonilhões , sendo assim impossível qualquer escoamento perceptível nos poucos milhares de anos de uma catedral.

### Formação a partir de um líquido super-resfriado
Qual é a natureza da transição entre um fluido (ou um sólido regular) e uma fase vítrea? "O problema não resolvido mais profundo e interessante na teoria do estado sólido é provavelmente a teoria da natureza do vidro e da transição vítrea." —P.W. Anderson
Para a técnica de resfriamento rápido de um líquido, se o resfriamento for suficientemente rápido (em relação ao tempo característico de cristalização) a cristalização é impedida e, em vez disso, a configuração atômica desordenada do líquido super-resfriado é congelada no estado sólido em Tg. A tendência de um material a formar vidro quando resfriado é chamada de habilidade de formação de vidro. Essa habilidade pode ser prevista pela teoria da rigidez. Geralmente, um vidro existe em um estado estruturalmente metaestável em relação à sua forma cristalina, embora em certas circunstâncias, por exemplo, em polímeros atacticos, não haja um análogo cristalino da fase amorfa.
O vidro às vezes é considerado um líquido devido à sua falta de uma transição de fase de primeira ordem, na qual certas variáveis termodinâmicas, como volume, entropia e entalpia, são descontínuas através da faixa de transição vítrea. A transição vítrea pode ser descrita como análoga a uma transição de fase de segunda ordem, na qual as variáveis termodinâmicas intensivas, como a expansividade térmica e a capacidade térmica, são descontínuas. No entanto, a teoria de equilíbrio das transformações de fase não se aplica ao vidro e, portanto, a transição vítrea não pode ser classificada como uma das transformações de fase clássicas nos sólidos.

## Ocorrência na natureza
Vidro pode ser formado naturalmente através de lava vulcânica. Obsidiana é um tipo comum de vidro com uma alta quantidade de sílica (SiO2) em sua composição química. Impactito são uma foma de vidro que são resultantes de impactos de meteoritos. Moldavita (encontrada no centro e oriente da Europa) e no deserto de vidro do Líbano são exemplos notáveis. A vitrificação do quartzo pode também ocorrer quando um raio atinge areia, formando uma estrutura dendrítica chamada fulgurito. Trinitita é um resíduo vítreo formado no solo do deserto do Campo de Teste de Mísseis de White Sands.

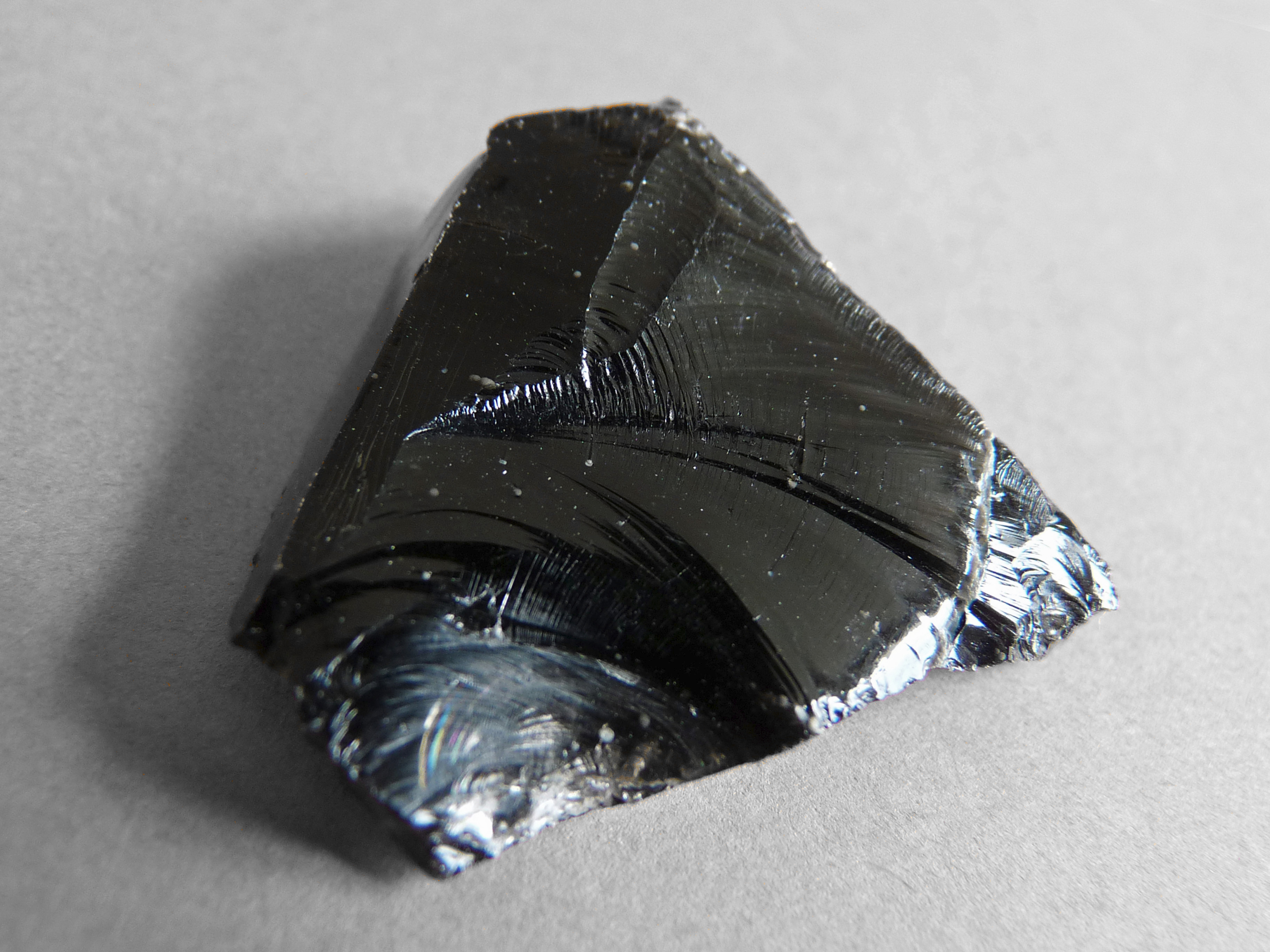
Um fragmento de obsidiana
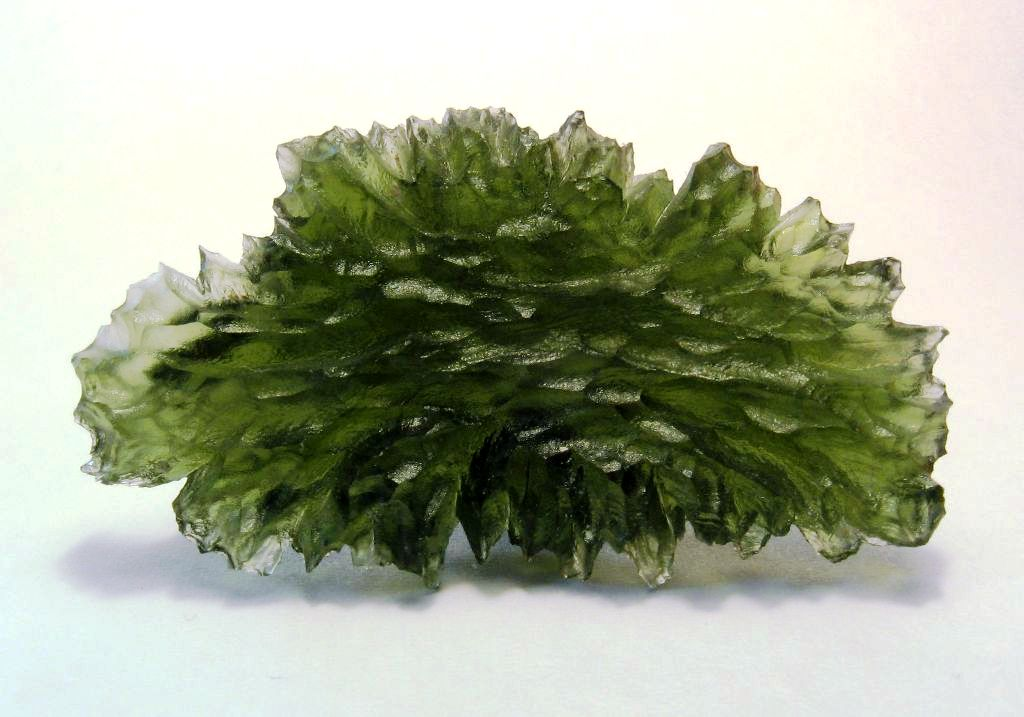
Moldavita, um vidro natural formado pelo impacto de um meteorito
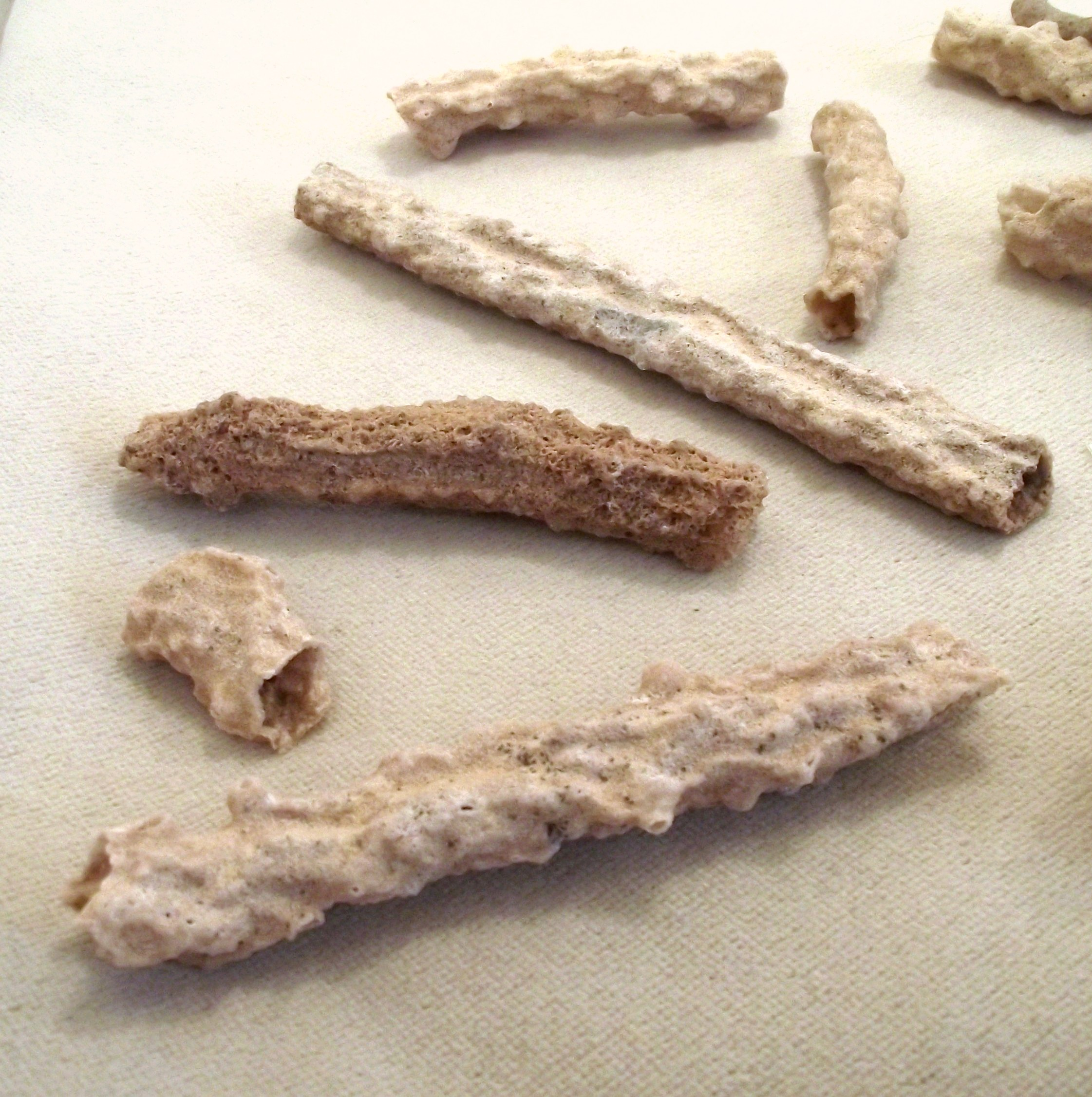
Tubos de fulguritas
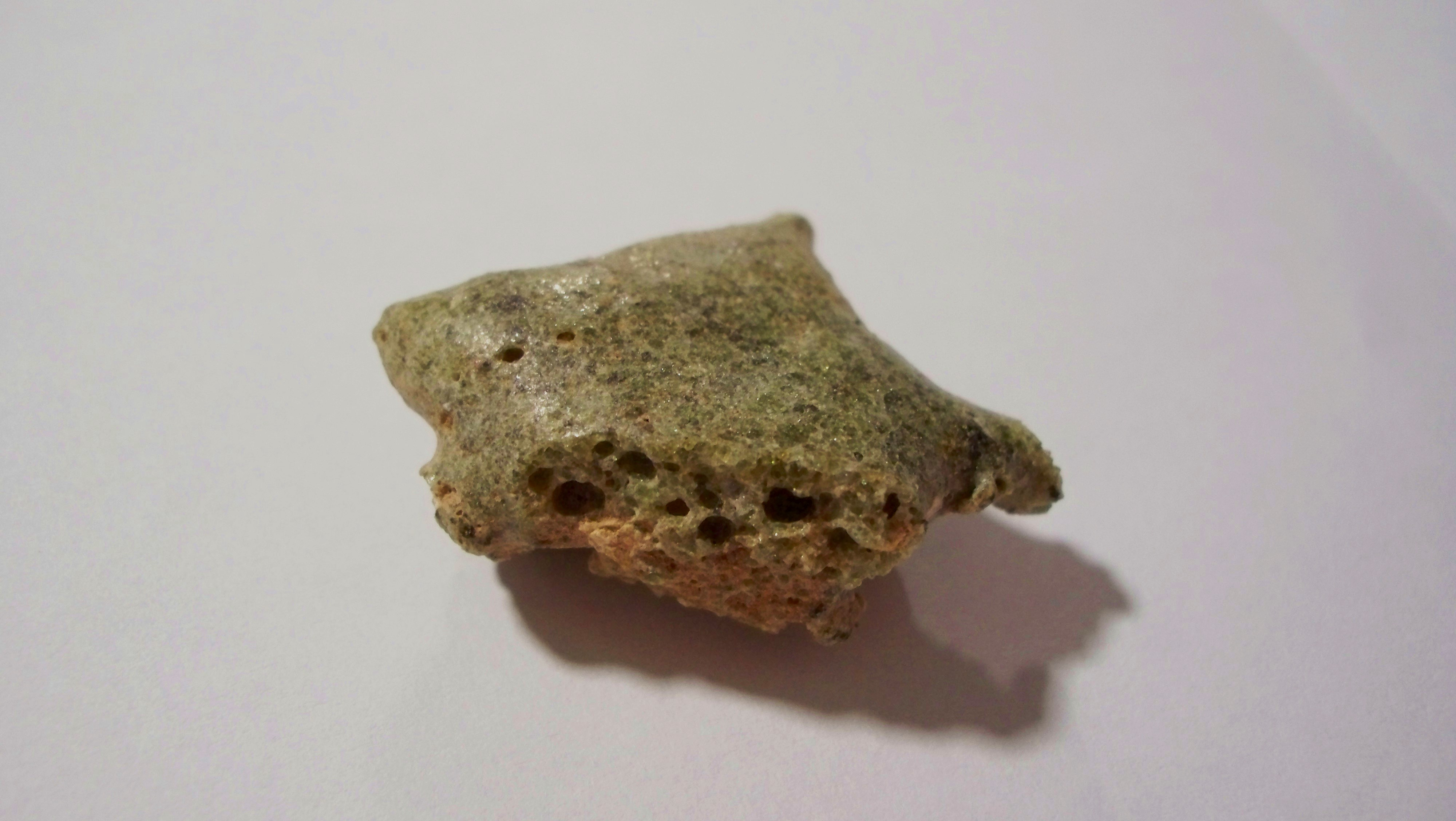
Trinitita, formado por testes nucleares no Campo de Teste de Mísseis de White Sands

## Vidro e o meio ambiente

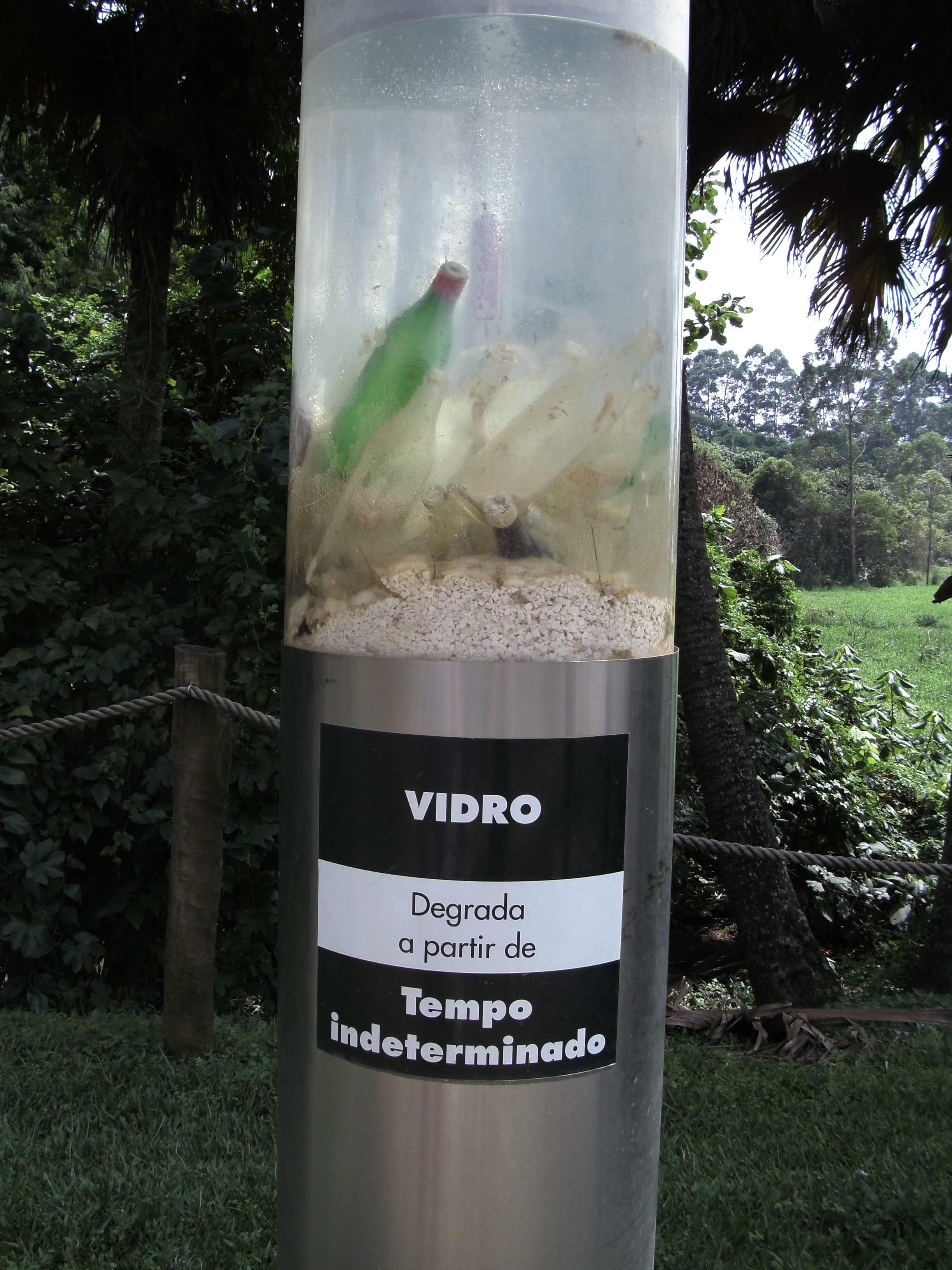
Ainda não se pode determinar o tempo que o vidro fica exposto no meio ambiente sem se degradar

O vidro é um material cujo tempo de degradação no meio ambiente é indeterminado, no entanto, é totalmente reciclável. Além disso, do ponto de vista energético e ambiental, o consumo e produção do material se mostraram mais vantajosos que o PET, se atendida a condição de reciclagem do produto a partir de um valor crítico, estimado em 80%.

## Composição

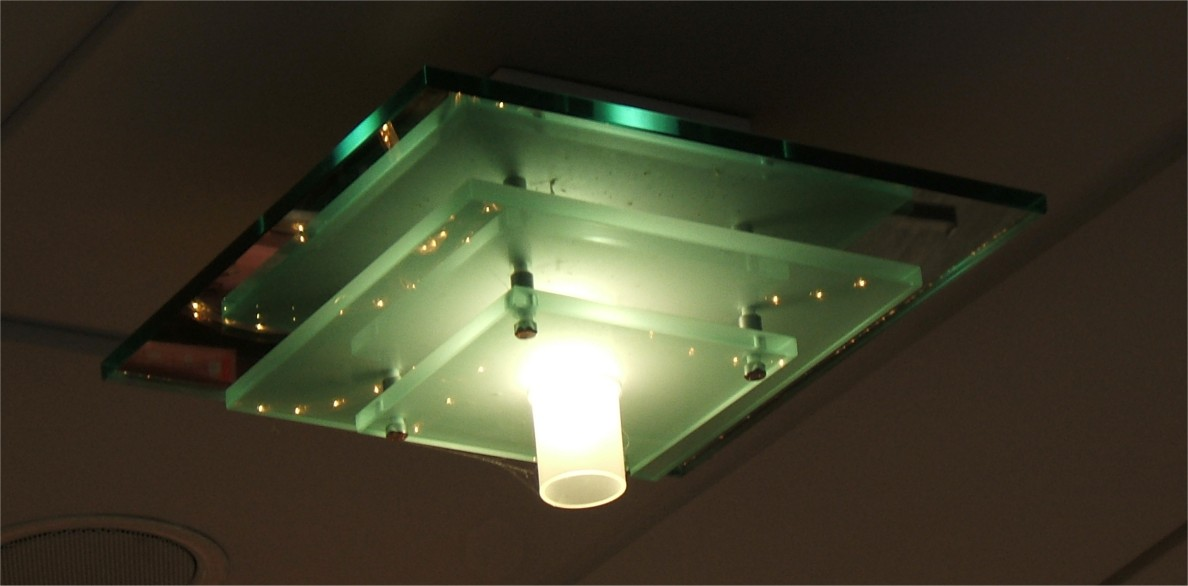
Imagem mostrando um vidro plano. A coloração esverdeada se dá pela presença de impurezas como o óxido de ferro.

São basicamente compostos por areia, calcário, barrilha, alumina, corantes e descorantes.
As matérias primas que compõem o vidro são os vitrificantes, fundentes e estabilizantes.
Os vitrificantes são usados para dar maior característica à massa do vidro e são compostos de anidrido sílico, anidrido bórico e anidrido fosfórico.
Os fundentes possuem a finalidade de facilitar a fusão da massa silícea, e são compostos de óxido de sódio e óxido de potássio.
Os estabilizantes têm a função de impedir que o vidro composto de silício e álcalis seja solúvel, e são: óxido de cálcio, óxido de magnésio e óxido de zinco.
A sílica, matéria prima essencial, apresenta-se sob a forma de areia; de pedra cinzenta; e encontra-se no leito dos rios e das pedreiras.
O óxido de alumínio é um componente de quase todos os tipos de vidro. Certos componentes dos medicamentos ou de soluções nutritivas podem incorporar o alumínio do vidro e causar intoxicação.
Depois da extração das pedras, da areia e moenda do quartzo, procede-se a lavagem a fim de eliminar-se as substâncias argilosas e orgânicas; depois o material é posto em panelões de matéria refratária, para ser fundido.
A mistura vitrificável alcança o estado líquido a uma temperatura de cerca de 1 300 °C e, quando fundem as substâncias não solúveis surgem à tona e são retiradas. Depois da afinação, a massa é deixada para o processo de repouso, de assentamento, até baixar a 800 °C, para ser talhada.

## Tipos de vidros

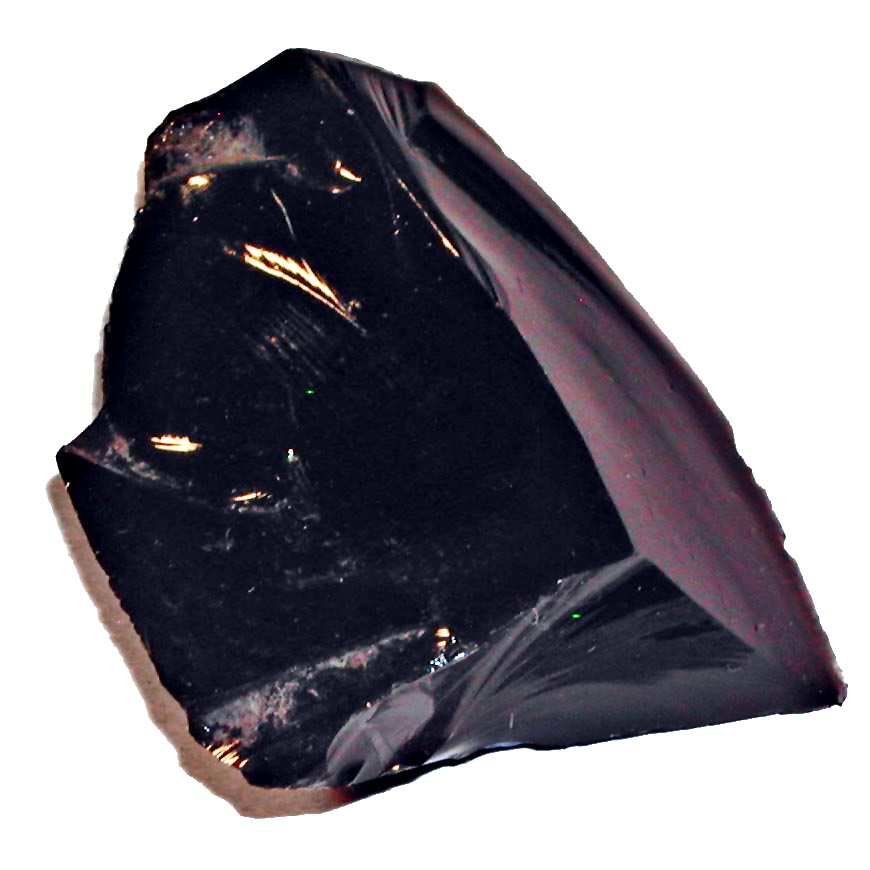
Obsidiana, vidro formado naturalmente

### Silicato
O dióxido de silício (SiO2) é um componente fundamental comum do vidro. O quartzo fundido é um vidro feito a partir de sílica química pura. Ele possui uma expansão térmica muito baixa e excelente resistência ao choque térmico, sendo capaz de sobreviver à imersão em água enquanto ainda está quente, resiste altas temperaturas (1 000−1 500 °C), ao intemperismo químico e também é muito duro. Também é transparente em uma gama espectral mais ampla do que o vidro comum, estendendo-se do visível para o UV e o IR e é às vezes usado onde a transparência para essas ondas é necessária. O quartzo fundido é usado em aplicações de alta temperatura, como tubos de forno, tubos de iluminação, cadinhos de forno, etc. No entanto, sua alta temperatura de fusão (1 723 °C) e viscosidade o tornam difíceis de trabalhar. Portanto, normalmente, outras substâncias (fluidos) são adicionadas para baixar a temperatura de fusão e simplificar o processamento de vidro.

### Cristal
O vidro soda-cal é um tipo de vidro composto principalmente por soda (carbonato de sódio, Na2CO3), cal (óxido de cálcio, CaO, geralmente obtido a partir de calcário) e magnésia (óxido de magnésio, MgO). A soda atua como um aditivo comum e tem o efeito de baixar a temperatura de transição vítrea do vidro. No entanto, o silicato de sódio é solúvel em água, por isso a cal, juntamente com o óxido de magnésio e o óxido de alumínio (Al2O3), são comumente adicionados para melhorar a estabilidade química. O vidro soda-cal-silicato (Na2O + CaO + MgO + Al2O3) representa mais de 75% do vidro fabricado, contendo cerca de 70 a 74% de sílica em peso. Esse tipo de vidro é transparente, facilmente formado e é o mais adequado para vidros de janelas e utensílios de mesa. No entanto, possui uma alta expansão térmica e pouca resistência ao calor. O vidro soda-cal é geralmente usado para janelas, garrafas, lâmpadas e potes.

### Outros
- Vidro para embalagens — garrafas, potes, frascos e outros vasilhames fabricados em vidro comum nas cores branca, âmbar e verde;
- Vidros para a construção civil — Vidro plano - vidros planos lisos, vidros cristais, vidros impressos, vidros refletivos, vidros anti-reflexo, vidros temperados, vidros laminados, vidros aramados, vidros coloridos, vidros serigrafados, vidros curvos e espelhos fabricados a partir do vidro comum;
- Vidros domésticos — tigelas, travessas, copos, pratos, panelas e produtos domésticos fabricados em diversos tipos de vidro;
- Fibras de vidro — mantas, tecidos, fios e outros produtos para aplicações de reforço ou de isolamento;
- Vidros técnicos — lâmpadas incandescentes ou fluorescentes, tubos de TV, vidros para laboratório (principalmente o vidro borossilicato), para ampolas, para garrafas térmicas, vidros oftálmicos e isoladores elétricos;
- Vidro temperado — aquecimento entre 700 e 750 °C através de um forno e resfriamento com choque térmico, normalmente a ar, causando aumento da resistência por compactação das camadas superficiais. O aumento da resistência mecânica chega a 87%. O vidro após o processo de têmpera não poderá ser submetido a lapidação de suas bordas, recortes e furos.
- Vidro laminado — composto por lâminas plásticas e de vidro. É utilizado em para-brisas de automóveis, claraboias e vitrines.
- Vidros comuns decorados ou beneficiados - São os vidros lapidados, bisotados, jateados, tonalizados, acidados, laqueados e pintados, utilizados na fabricação de tampos de mesas, prateleiras, aparadores, bases e porta-retratos. Nas espessuras de 2 mm a 25 mm (já se fabricam vidros planos de até 50 mm, para fins especiais em construção civil).
- Vidro Colorido — Para o vidro ficar colorido é necessário a adição de alguns matérias antes da fundição por exemplo: para ficar na cor vermelho cadino e selênio, já o bege é necessário ter uma mistura de enxofre, resina vegetal e grafite.[23]
- Vitrocerâmica — obtido submetendo o vidro comum a temperaturas elevadas (500-1 000 °C) o que provoca a sua cristalização. Possui maior resistência.